# Барабашово (рынок)
Барабашо́во (иногда Барабашова, неофициальное название Барабан, Барик, Барабашка) — промышленно-вещевой рынок в Харькове (Украина) площадью более 75 га. Один из самых больших рынков Восточной Европы и 14-й в рейтинге крупнейших рынков мира. Покупатели съезжаются для оптовых и розничных покупок со всех регионов страны и ближнего зарубежья. Бо́льшую часть площади рынка занимают площадки торгового центра концерна «АВЭК и К» под названием «Барабашово» Александра Фельдмана.
Территория торгового центра разделена на 8 торговых площадок по ассортименту товаров и расположению. Общее количество торговых и складских мест — более 15 000.
Торговый центр постоянно развивается, что выражено как в реконструкции существующих торговых площадей, так и в расширении территории и открытии новых торговых площадок. При этом происходит раздельное акцентирование розничного и оптового форматов.
Расположен на Салтовке, между станциями метро «им. Академика Павлова» и «им. Академика Барабашова». От последней станции и произошло название. Таким образом, непосредственно к известному харьковскому астроному Н. П. Барабашову рынок отношения не имеет, но ставшее общепринятым название позже было привито в общественное сознание, как «официальное» название.

## История
В 1994 году городские власти выделили фирме «Аверс» земельный участок под размещение рынка, но уже в 1995 году, этот земельный участок был перехвачен фирмой АВЕК, которая за кредитные средства территориальной громады и предпринимателей начала строительство торговых мест на незастроенной площадке к западу от станции метро «Имени академика Барабашова». С тех пор, без утверждённого проекта, началось самовольное строительство рынка, территория которого постоянно расширяется, захватывая все свободные площади между Тюриным озером и Салтовским метродепо; в последнее время — путём сноса жилых домов частной застройки Тюринки и Рашкиной дачи. 
Первое официальное название нового торгового объекта — «Вещевой рынок по пр. 50-летия ВЛКСМ у станции метро имени „Академика Барабашова“». 
Через год появилось неофициальное название — «Торговый центр у станции метро „Им. ак. Барабашова“», которое в дальнейшем трансформировалось в ТЦ «Барабашово».
Самая первая торговая площадка сохранилась по сей день, хотя и была частично реконструирована — это так называемые «Каменные ряды» («Каменка»). Вслед за этим территория торгового центра расширилась на юг до ул. Льва Толстого и на северо-запад до ул. Проспектной. Здесь же находится первое здание, в котором располагалась администрация торгового центра — двухэтажный особняк из красного кирпича, расположенный по ул. Льва Толстого, 49.
Следующим этапом развития стало расширение территории до ул. Амурской — «Барабашово» «развернулся» до двух выходов станции метро. Началось расширение до ул. Академика Павлова (здесь разместился авторынок) и постепенное освоение новой оптовой площадки «Лужники» (также называемой «Ямой») между ул. Тюринской, ул. Амурской и ул. Академика Павлова. Расширение в эту сторону, а также некоторые другие этапы развития торгового центра, было сопряжено с обширным выкупом домовладений частного сектора.
В период до 2003 года территория торгового центра значительно увеличилась. Был полностью освоена площадка «Лужники», автомобильный рынок из Киевского района переместился в Московский, на место салтовского таксопарка по другую сторону ул. ак. Павлова, на прежнем месте авторынка, самовольно начала строиться крупнейшая на сегодняшний день площадка «Новый век», которая не введена в эксплуатацию и в настоящее время. Территории по продаже строительных и хозяйственных товаров оказались сосредоточены в восточной части торгового центра, одежда, обувь и сопутствующие товары — в западной, а авторынок занял отдельную территорию. Примерно такую логику территориального деления «Барабашово» имеет и по сей день.
В 2005 году был построен и открыт дополнительный выход из станции метро «Им. ак. Барабашова», ведущий на территорию торговой площадки «Лужники». Тогда же на территории «Барабашово» появился гипермаркет «Новый век» — единое здание площадью более 20 тыс. м² с центральной системой кондиционирования, эскалаторами и кафе, который был построен без согласованной проектной документации и до настоящего времени, в нарушении законодательства, эксплуатируется без введения в эксплуатацию. Этот торговый центр ориентирован преимущественно на розничных покупателей.
К 2008 году большая часть территории торгового центра приобрела современный формат — контейнерные площадки были перестроены в двухэтажные магазины, проходы между которыми накрыты навесами. Появилось несколько новых незаконных автостоянок, в том числе единственный законный паркинг над магазинами площадки «Лужники». К этому времени розничный гипермаркет «Новый век» расширился, а в районе терминала общественного транспорта появился ещё один крупный розничных гипермаркет. Можно сказать, что теперь территория в районе остановок общественного транспорта стала в первую очередь ориентирована на розничных покупателей, а оптовая торговля сконцентрировалась на обширных территориях в центральной части торгового центра и вблизи автостоянок.
В 2008 году площадь рынка составляла более 70 га, занимая таким образом второе место в Восточной Европе, пока в 2009 году не был закрыт Черкизовский рынок в Москве, располагавшийся на площади в 200 га.
В 2011 году открыта новая оптовая торговая площадка, на территорию которой переехал и детский рынок. Площадка построена рядом с крупнейшей автостоянкой торгового центра вдоль ул. ак. Павлова. Ранее здесь была заболоченная местность; до начала строительства площадки выполнен комплекс сложных работ по водопонижению, а территория вокруг находящегося рядом озера укреплена. Таким образом, торговая площадь «Барабашово» увеличилась примерно на 10 га, и он практически вплотную достиг станции метро «Им. академика Павлова». В первую очередь строительства вошли более 700 новых магазинов и автостоянка. Продолжается дальнейшее развитие этой территории: строительство новых магазинов и автостоянки.
27 февраля 2020 на рынке произошли вооружённые столкновения между охранниками и продавцами,был использован слезоточивый газ и гранаты, расставлялись противотанковые ежи.Было ранено 5 человек, на место происшествия приехал мэр Харькова Геннадий Кернес.

### Конфликты с городской властью
Большая часть рынка принадлежит харьковскому концерну АВЭК (глава — Александр Фельдман — народный депутат Украины).
Со второй половины 2006 года началась «война» между рынком, с одной стороны, и городской властью Харькова (Михаил Добкин, Партия регионов), с другой: харьковскими тепловыми сетями (КП) и харьковскими электрическими сетями, чьи трассы проходят через рынок и к которым нет доступа, харьковским метрополитеном, чья трасса проходит под рынком. Официальной причиной конфликта была полная застройка зон над находящимися под землёй инженерными сетями и тоннелями метрополитена.
Два раза только в 2008 году просадка грунта и утечка подземных вод приводила к ограничению скорости движения поездов на перегонах Салтовской линии метро под рынком между станциями «Академика Барабашова» и «Академика Павлова», ограничивалась скорость движения поездов, а один раз на короткое время останавливалась работа метрополитена.
В результате трижды смещался и восстанавливался в должности начальник харьковского метрополитена Сергей Мусеев; его заместителю по пути на работу летом 2008 проломили голову; проходили демонстрации перед рынком и на площали Свободы как в поддержку метрополитена (Партия регионов), так и в поддержку концерна АВЭК (Блок Юлии Тимошенко, в котором состоял А. Фельдман). 
При пожарах на рынке (в 2008 году их было два) Фельдман публично обвинял в умышленных поджогах городские власти.

### Вторжение России на территорию Украины (2022)

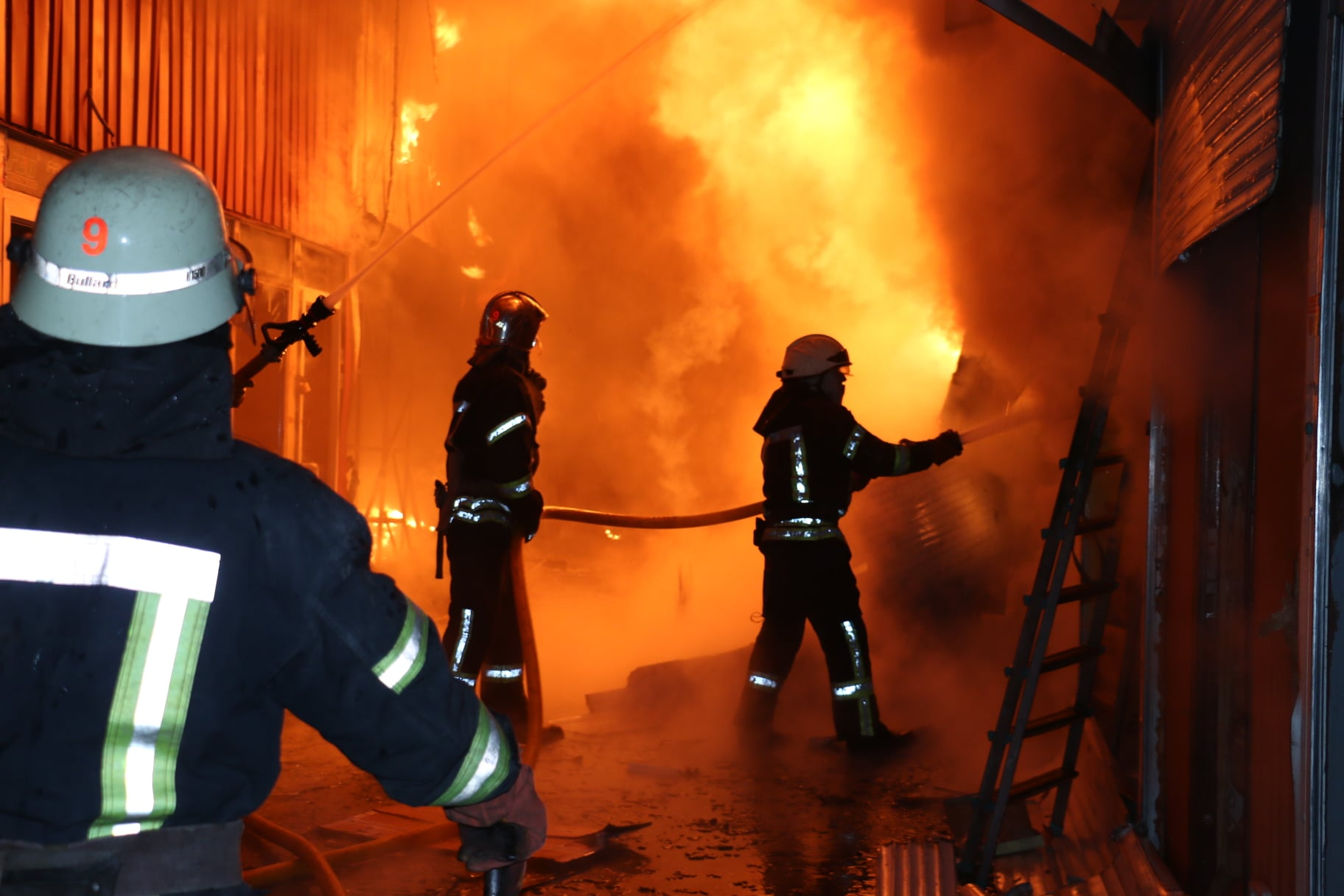
Пожар после обстрела 17 марта 2022 года

17 марта 2022 года рынок был обстрелян российской армией, вторгшейся на Украину. В нескольких местах рынка начались пожары, которые распространились на близлежащие дома; огонь охватил около 7 гектаров. Во время тушения пожара Барабашово обстреляли повторно, убив одного пожарного и ранив ещё одного сотрудника ГСЧС. В целом на июнь обстрелами было уничтожено 20—30 % рынка.
21 июля 2022 российские войска вновь обстреляли Барабашово — по данным полиции, кассетными боеприпасами из РСЗО «Ураган». Не менее 23 человек были ранены и не менее троих погибли.

## Расположение
ТЦ «Барабашово» находится в Харькове между центром города и крупнейшим спальным жилым массивом — Салтовкой. Основной фасад торгового центра выстроен вдоль ул. Академика Павлова. Поскольку эта улица (впоследствии переходя в ул. К. Корка) выходит на окружную дорогу, к торговому центру можно проехать по прямой, минуя сложные городские развязки. Территория торгового центра ограничена улицами Барабашова, Проспектной, Раевской (б. Елены Стасовой), Тюринской, академика Павлова, Муромской, Козакевича, а также проспектами Юбилейным и Льва Ландау. Максимальные расстояния по прямой между крайними точками составляют около 1,6 км по двум осям: с запада на юго-восток и с запада на северо-восток.
Внутри периметра ТЦ «Барабашово» находится крупный терминал общественного транспорта, включающий станцию метро «им. Академика Барабашова», конечные остановки многочисленных автобусов и маршрутных такси, троллейбусный разворотный круг. После открытия в 2011 году новой торговой площадки, территория расширилась почти до станции метро «им. Академика Павлова». Таким образом, остановки общественного транспорта находятся преимущественно в центральной части торгового центра, а парковки — в районе периметра. Примерно половина территории находится на возвышении, а другая — в низине, которая раньше была заболочена, а впоследствии освоена в соответствии с разработанным проектом инженерной подготовки и защиты от подтопления.

## Инфраструктура
- Большая часть торговых мест представляет собой двухэтажные павильоны, проходы между которыми накрыты навесами.
- 16 автостоянок, вмещающих более 5000 автомобилей, включая автобусы[15].
- Два розничных гипермаркета.
- Отделения банков, банкоматы, пункты обмена валют.
- Медицинский центр, аптеки.
- Стационарные и мобильные кафе.
- Несколько охраняемых малоформатных складских комплексов.
- Охрана.
- Пожарная бригада.
- Городское отделение МВД на территории.
- Навигационные схемы на территории.
- Интернет-сайт https://barabashovo.ua с каталогом товаров, радиоузел.

## Периодическое издание рынка
На рынке Барабашова издаётся цветная еженедельная газета на 8 полосах «НЭП». Тираж газеты — 10 000 экземпляров, распространяется бесплатно. Редакция находится в Доме прессы на Московском проспекте, 247. К декабрю 2014 года вышло более 800 выпусков газеты.

## Группы товаров
- Одежда и аксессуары (площадки «Новый век» и «Лужники», включая два гипермаркета): мужская и женская одежда, обувь и аксессуары, постельное и нижнее бельё, купальные костюмы, деловые костюмы, спортивная одежда и аксессуары, сумки, головные уборы, свадебные наряды и аксессуары, косметика, канцтовары, предметы декора.
- Товары для строительства и ремонта (площадка в районе ул. Тюринской и Раевской, включая несколько крупных магазинов): обои, светильники, керамическая плитка, пластик, гипсокартон, другие отделочные материалы и смеси, мойки, ванны, смесители, трубы, сантехническая фурнитура, столярные изделия, столярная и строительная фурнитура.
- Товары для дома (площадка между ул. Тюринской и Проспектной): посуда и столовые приборы, электроника, электротехника, бытовая химия, товары для кухни, домашний текстиль, санитарно-гигиенические товары, садово-огородные товары, товары для рыболовов и туризма.
- Хозяйственные товары (район ул. Проспектной и Раевской): ручной и электроинструмент, бензопилы, генераторы, бетономешалки, культиваторы, тачки, поливочный инструмент, садовый инструмент, кабели, светотехника, электрофурнитура, тросы, метизы.
- Товары для детей (новая площадка вдоль ул. Ак. Павлова): мягкие и развивающие игрушки, коляски, детские велосипеды, детская одежда, товары для мам.
- Ткани и фурнитура (тыльная часть «Нового века» в сторону ул. Барабашова): ткани, нити, пряжа, швейная фурнитура, элементы декора, шторы и гардины, швейные машины и аксессуары.
- Велотовары (вдоль ул. Раевской): отечественные и импортные велосипеды, велопокрышки, велодетали и запчасти, навесное велооборудование, светотехника.
- Автомобили и автомототовары (вдоль пр. Юбилейного): подержанные автомобили и мототехника, автозапчасти, покрышки, масла, аккумуляторы, автостекла, сигнализации, автоакустика, автоэлектрика, элементы интерьера, экстерьера и автотюнинга, запчасти для мототехники.

## Факты о ТЦ «Барабашово»
- ТЦ Барабашова — второй по величине на Украине[18] после одесского промрынка Седьмой километр и один из крупнейших в Восточной Европе[19]. По некоторым данным, один из крупнейших в Европе[20].
- Режим работы «Барабашово»: понедельник-четверг с 7:00 до 16:00, суббота-воскресенье — 7:00-16:00, пятница — санитарный день. Оптовая торговля происходит по понедельникам и четвергам.
- Барабашово — многонациональный торговый центр, в котором в том числе работают люди из стран дальнего востока, ближнего востока, Средней Азии и Африки.
- На месте современного рынка Барабашово существовала уникальная природная зона. На этом месте в начале 21 века произрастало более 200 видов флоры и проживало более 30 видов птиц. Для того, чтобы сохранить эту уникальную природу в 2001 году был создан Салтовский гидрологический заказник. Однако уже в 2005 году территорию заказника необоснованно признали утратившей свою природную ценность и отдали её для дальнейшего расширения рынка. Но даже сейчас на том небольшом участке, который остался от бывшего заказника, можно встретить редких птиц.[21]
- В 2008 году в ТЦ «Барабашово» произошло два крупных пожара. Огнём было охвачено порядка 120 магазинов. Руководство «Барабашово» заявляло об умышленных поджогах[22]. В результате в «Барабашово» была организована собственная профессиональная пожарная команда, имеющая необходимое оборудование и специализированный автомобиль. Были усилены меры противопожарной безопасности. Впоследствии в «Барабашово» происходил ряд возгораний, но они уже не были масштабными и тушились преимущественно силами внутреннего пожарного расчёта.
- Расстояние между двумя самыми удалёнными точками территории «Барабашово» — 1 840 метров. Между двумя самыми разнесёнными торговыми точками — 1 635 метров.
- Рынок послужил прообразом рынка в одном из фантастических рассказов Г. Л. Олди из цикла «Бездна голодных глаз».
- Рынок упоминается в авторских песнях с одинаковым названием «Барабашка», которых как минимум две — Николая Кривеженко и Владимира Копычко[23].
- На территории «Барабашово» периодически проводятся концерты, масштабные торговые акции[24], автомобильные соревнования[25]
- 14 ноября 2015 года из-за пожара сгорело около 140 магазинов.
- В марте 2016 года на Барабашово была протестная забастовка предпринимателей
- 18 сентября 2019 года мэр Геннадий Кернес в Харьковском горсовете провёл встречу с предпринимателями Барабашова, на которой поделился планами строительства дороги через Барабашово[26].

## Карты рынка
- Карта Барабашовского рынка.
- Интерактивная карта с официального сайта
- Подробная карта рынка